# 云亚
云亚（Yun Yat，1934年—1997年6月15日），在民主柬埔寨政权期间也被称为At同志（សមមិត្តនារីអាត），红色高棉高层人物之一。云亚是宋成的妻子。1975年10月9日起，在红色高棉的信息部门和教育部门任职。1977年，信息部长符宁被清洗之后，云亚继任信息部长职务。
1997年6月10日，乔森潘宣布云亚和丈夫宋成是越南和洪森政权的间谍，判处他们死刑。他们和八个子女亲属一起于6月15日被处决。宋成一家死後，波尔布特还下令用卡車來回碾壓他们的屍體，直至血肉模糊。